# Прудницкий повет
Прудницкий повет (пол. Powiat prudnicki) — повет (район) в Польше, входит как административная единица в Опольское воеводство. Центр повета — город Прудник. Занимает площадь 571,16 км². Население 56 174 человека (на 31 декабря 2015 года).

## География
Прудницкий повет расположен на юге Опольского воеводства, граничит с Нысским поветом на северо-западе, Опольским поветом на севере, Крапковицким и Кендзежинско-козельским поветами на востоке и Глубчицким поветом на юго-востоке. Также на юге повет граничит с Чехией.

## Административное деление
| Гмина    | Статус            | Площадь, км² | Население, чел. | Административный центр |
| Бяла     | городско-сельская | 195,82       | 10 721          | Бяла                   |
| Глогувек | городско-сельская | 170,06       | 13 445          | Глогувек               |
| Любжа    | сельская          | 83,15        | 4363            | Любжа                  |
| Прудник  | городско-сельская | 122,13       | 27 645          | Прудник                |

## Демография
Население повета дано на 31 декабря 2015 года.
| Перепись            | Всего  | Мужчины | Женщины |
| ------------------- | ------ | ------- | ------- |
| Всего               | 56 174 | 27 058  | 29 116  |
| Городское население | 29 548 | 13 968  | 15 580  |
| Сельское население  | 26 626 | 13 090  | 13 536  |